# 河棲岩頭長頜魚
河棲岩頭長頜魚，為輻鰭魚綱骨舌魚目象鼻魚科岩頭長頜魚屬的其中一種，分布於非洲剛果河流域，體長可達10公分，棲息在底層水域。